# La Zingarella
La Zingarella (en français, La Gitane) est une peinture à l'huile sur panneau (49 × 37 cm) réalisée par le peintre italien Le Corrège. Datée de 1516-1517 environ, elle est conservée au Musée de Capodimonte à Naples.

## Histoire et description
L'œuvre est consignée dans un manuscrit de l'inventaire de 1587 de la garde-robe de Ranuce Ier Farnèse de Parme : « un portrait de Vierge en habit de gitane, de la main du Corrège ». La première citation de cette toile se trouve dans les pages du Musaeum de Frédéric Borromée, archevêque de Milan, en 1625 : « l'œuvre du Corrège est également [dans] un autre cadre, populairement appelé la Gitane. Elle aussi, a été reproduite à partir de l'une des Caracciolo et nous l'avons vue dans la ville de Parme. » En réalité, en dépit du mauvais état dans lequel le tableau se trouvait, Federico Borromeo est resté fasciné par la Zingarella, et a demandé au duc de Parme l'autorisation de reproduire l'œuvre par Bartolomeo Schedoni. Cette copie de la Zingarella, arrivée à Milan après 1610 a inspiré de nombreux artistes lombards, y compris Fede Galizia et Francesco Cairo.
Le sujet, en fait, est celui du Repos pendant la fuite en Égypte, même si elle est traitée sans la figure de saint Joseph. Elle est entièrement concentrée sur la relation intime entre la mère et l'enfant, comme l'avait fait, à la même période, Dosso Dossi. 
Cependant, la toile, qui était déjà en mauvais état au début du XVIIe siècle, a subi une restauration malheureuse en 1935, qui en a irrémédiablement compromis la lecture.